# 克羅地亞—塞爾維亞關係
克罗地亚-塞尔维亚关系是克罗地亚和塞尔维亚之间的外交关系。在克罗地亚独立战争结束后，两国于1996年9月9日建立了外交关系。
从1918年到1991年，这两个国家都是南斯拉夫的一部分。它们现在共享241公里的共同边界。在2011年的克罗地亚人口普查中，有186633名塞尔维亚人生活在克罗地亚。在2011年的塞尔维亚人口普查中，有57900名克罗地亚人生活在塞尔维亚。较小的持久争端包括萨伦格勒岛武科瓦尔岛的边界争端。
塞尔维亚语和克罗地亚语是两者可以互相交流的塞尔维亚-克罗地亚语的标准变体，分别是塞尔维亚和克罗地亚的官方语言。
克罗地亚在贝尔格莱德设有大使馆，在苏博蒂察设有总领事馆。塞尔维亚在萨格勒布有一个大使馆，同时还有两个总领事馆，一个在里耶卡，一个在武科瓦尔。

## 历史

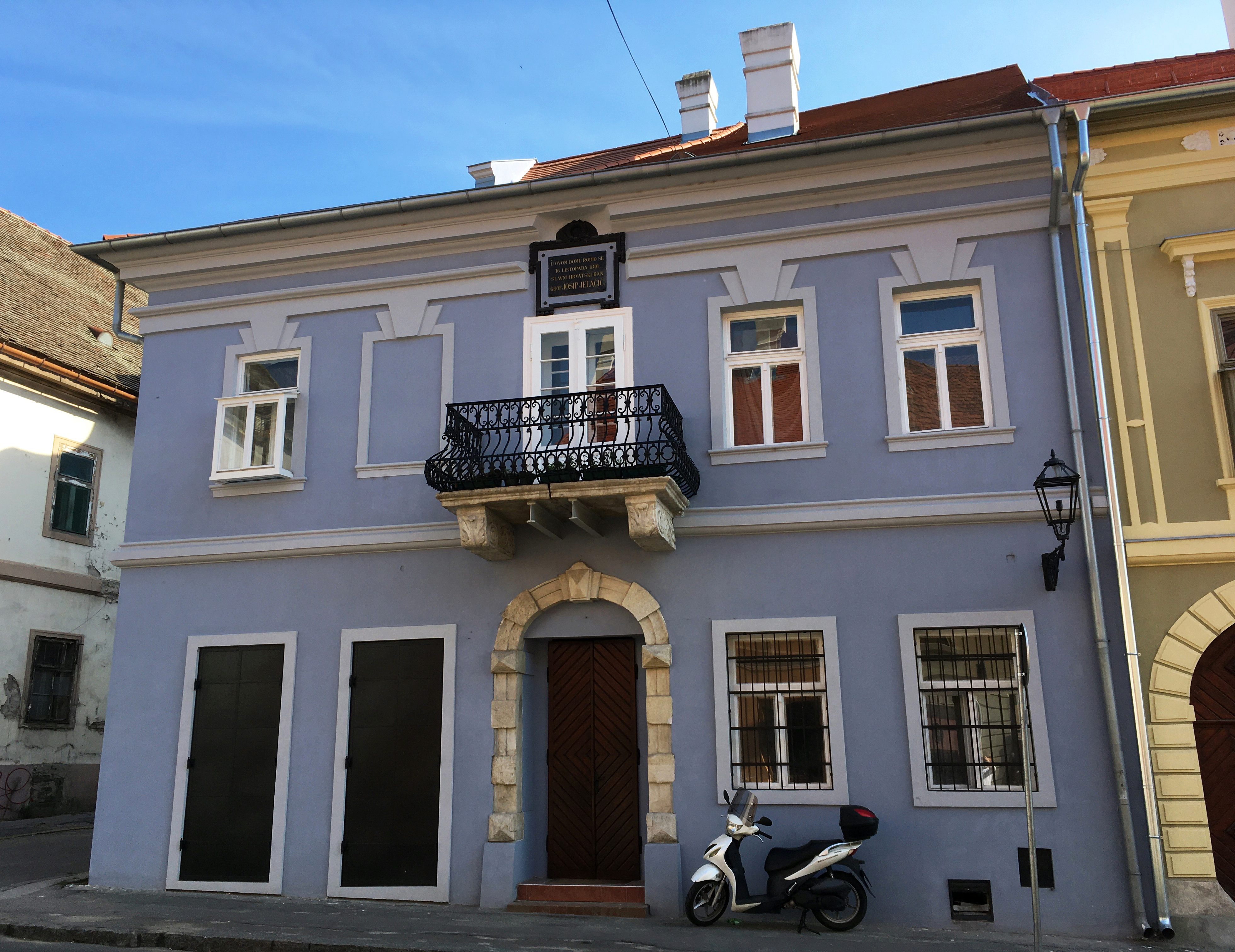
乔西普·耶拉奇奇的出生地是塞尔维亚政府从私人所有者手中购买的，并作为礼物送给克罗地亚少数民族

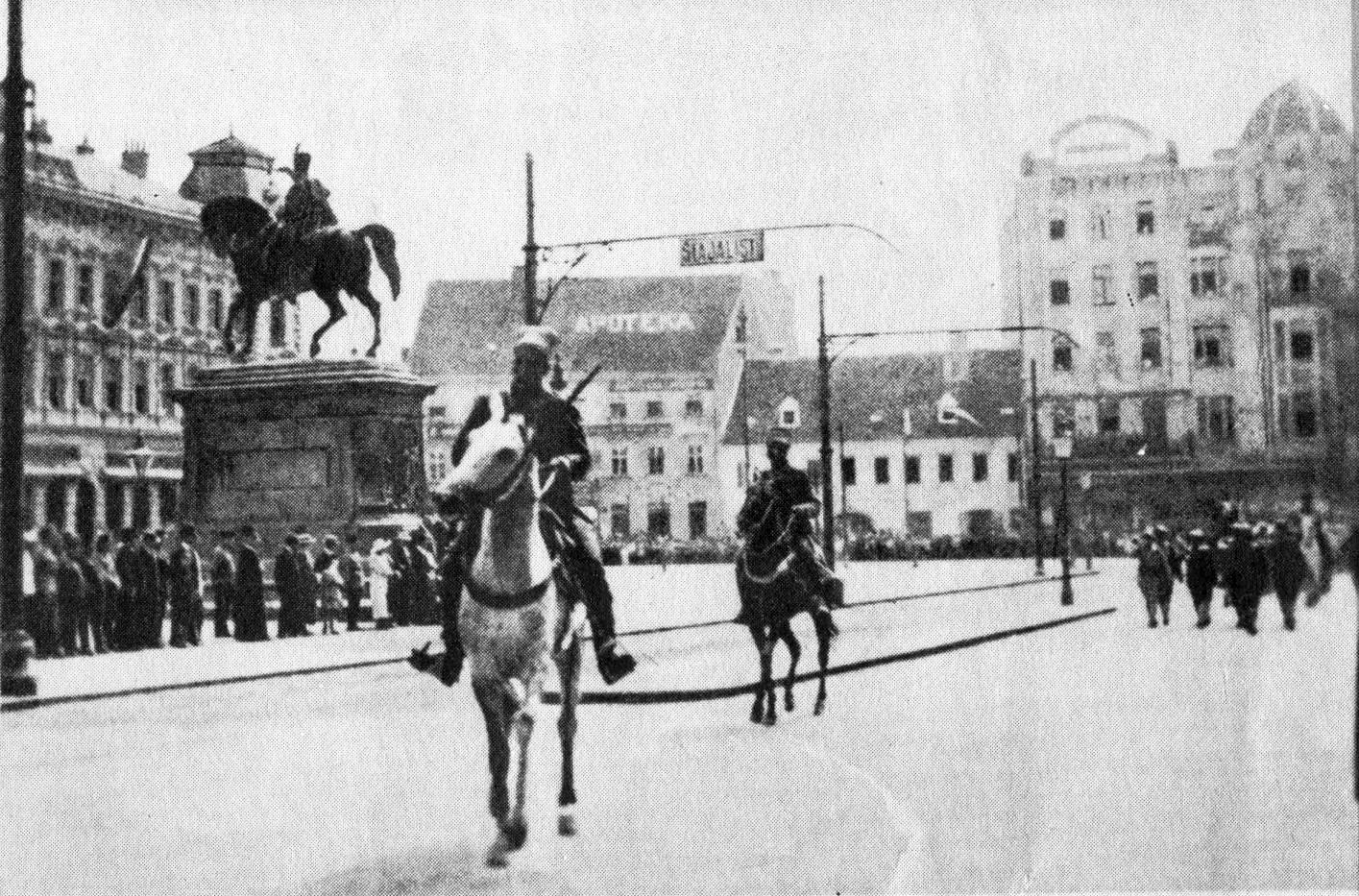
1918年，塞尔维亚军队代表团在萨格勒布参加联合游行